# Геологический институт СО РАН
Геологический институт СО РАН — научное учреждение Сибирского отделения Российской академии наук в городе Улан-Удэ. В этой научно-исследовательской организации ведутся фундаментальные и прикладные исследования в области общей геологии, тектоники, геодинамики, и рудогенеза.

## История
В 1958 году в составе Бурятского комплексного научно-исследовательского института (БКНИ) был создан Отдел геологии. В 1966 году БКНИ преобразован в Бурятский филиал Сибирского отделения АН СССР. В апреле 1973 года на базе Отдела геологии был создан Бурятский геологический институт СО РАН.

## Научные направления
Основными направлениями научных исследований ГИН СО РАН, одобренными Постановлением Президиума СО РАН № 135 от 29.02.2008 г. и утверждёнными Постановлением Президиума РАН № 264 от 22.04.2008 г. Постановление Президиума РАН № 264 от 22.04.2008, являются:
1. эволюция тектонических структур, магматизма и рудообразования в различных геодинамических обстановках складчатых поясов;
2. геоэкология Байкальского региона.

## Структура института
- Лаборатория геодинамики
- Лаборатория петрологии
- Лаборатория гидрогеологии и геоэкологии
- Лаборатория геологии кайнозоя
- Лаборатория геохимии и рудообразующих процессов
- Лаборатория методов сейсмопрогноза
- Лаборатория химико-спектральных методов анализа
- Лаборатория физических методов анализа
- Шлифовальная мастерская